# Дифракция быстрых электронов

Схема установки компонентов электронной пушки, образца и детектора. Электроны следуют по пути, указанному стрелкой и приближаются к образцу под углом θ. Поверхность образца дифрагирует электроны и некоторые из этих дифрагированных электронов достигают детектора и формируют картину ДБЭ.

Дифракция быстрых электронов, сокр. ДБЭ (англ. reflection high-energy electron diffraction, сокр. RHEED) — метод исследования структуры поверхности твёрдых тел, основанный на анализе картин дифракции электронов с энергией 5 — 100 кэВ, упруго рассеянных от исследуемой поверхности под скользящими углами.

## Описание
Чувствительность к структуре поверхности в ДБЭ достигается тем, что первичный пучок падает на исследуемую поверхность под малым скользящим углом порядка 1-5°, а также тем, что детектируются только дифракционные пучки, выходящие под малыми углами к поверхности. В результате на всем своём пути свободного пробега электроны остаются в тонкой приповерхностной области. Например, электроны с энергией 50-100 кэВ, имея длину свободного пробега порядка 100 нм, при угле падения порядка 1° проникают на глубину не более 1 нм.
Дифракция быстрых электронов на отражение (ДБЭ) является распространённым методом анализа структуры поверхности пленок в процессе молекулярно-лучевой эпитаксии (МЛЭ). Большое распространение этого метода связано с простотой использования методики и наличием большого свободного пространства перед образцом. Ещё одним из преимуществ ДБЭ (отличием от дифракции медленных электронов (ДМЭ) является то, что из-за большого различия по энергии между упруго рассеянными электронами и фоном неупругого рассеяния отсутствует необходимость тщательной энергетической фильтрации. А достаточность энергии первичных электронов для возбуждения свечения люминесцирующего экрана не требует их повторного ускорения.
Для изучения поверхности методом ДБЭ обязательно наличие экспериментальной аппаратуры, в которой пучок высокоэнергетических электронов из электронной пушки попадает на поверхность образца под скользящим углом, а пучки электронов после дифракции формируют картину ДБЭ на флуоресцентном экране. В качестве примера картина ДБЭ от атомарно-чистой поверхности Si(111)7×7. Держатель образца помещается на платформу, которая позволяет вращать образец для получения картин ДБЭ по разным азимутальным направлениям.
ДБЭ позволяет непрерывно (in situ) следить за ростом эпитаксиальных пленок на поверхности вследствие того, что фронтальная часть образца становится доступной для испаряющихся источников. Большой интерес к МЛЭ, как к способу выращивания материалов для полупроводниковых приборов, оказал стимулирующее воздействие на применение ДБЭ.
Помимо улучшенного доступа к поверхности, обеспечиваемого геометрией ДБЭ, по сравнению с ДМЭ, этот метод обладает и другими преимуществами при изучении эпитаксиального роста и процессов на многослойных поверхностях. В частности, использование направленного пучка электронов с малыми углами скольжения делает этот метод чувствительным к микрорельефу. Если ДМЭ, обычно при нормальном падении, выделяет хорошо упорядоченные области поверхности с ориентацией, близкой к средней ориентации поверхности, то электроны при скользящем падении будут проникать в шероховатости на поверхности, если она является микроскопически гладкой. Это повышает требования к приготовлению образцов для исследования методом ДБЭ, но в то же время означает, что этот метод может выявить изменения в морфологии поверхности. Например, если эпитаксиальный рост приводит к росту островков на поверхности, то картина скользящего отражения от плоской поверхности, которая наблюдалась в отсутствие островков, сменится картиной содержащей дифракционные рефлексы от трёхмерных объектов. Это может использоваться, например, для определения толщины смачивающего слоя псевдоморфной пленки, и определения ориентации граней островков [12].
Хотя в последнее время почти в каждом исследовательском коллективе появилась диагностическая аппаратура (СТМ, АФМ), предоставляющая визуальную информацию о структуре поверхности и процессах, происходящих во время роста, тем не менее метод дифракции быстрых электронов благодаря своей простоте, дешевизне и удобности геометрии остаётся неотъемлемой частью диагностического оборудования в установках молекулярно-лучевой эпитаксии для материалов, не разрушающихся под воздействием электронной бомбардировки.
Кроме анализа структуры поверхности пленок, регистрация осцилляций зеркально-отраженного пучка быстрых электронов от поверхности растущей пленки дает возможность измерять скорость роста пленок и контролировать их состав и толщину. Анализируя характер осцилляций, можно изучать реализуемые механизмы роста, определять параметры поверхностной диффузии и встраивание адатомов.

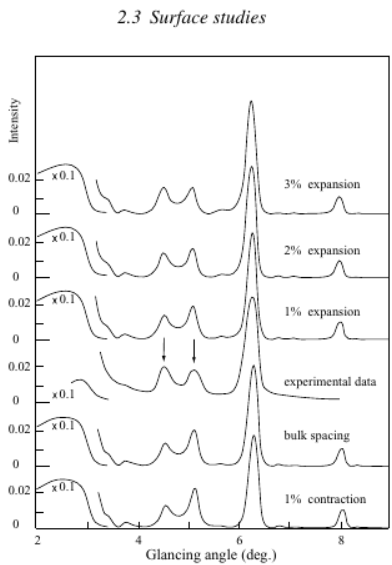
Calculated and experimental rocking curves of the (00) reciprocal-lattice rod from MgO surface.

Качественную картину возникновения ДБЭ-осцилляций иллюстрирует рис. 2.3.
Атомарно гладкая поверхность даёт максимальное значение интенсивности зеркального рефлекса. Образование двумерных островков высотой в один монослой приводит к уменьшению интенсивности зеркального рефлекса, что связано с рассеянием отраженного пучка на атомных ступенях. Уменьшение интенсивности происходит до степени заполнения и=0.5, а затем интенсивность вновь начинает расти. Рост интенсивности связан со срастанием двумерных островков и увеличением вследствие этого гладкости поверхности. При и=1, когда поверхность вновь становится атомарно гладкой, интенсивность зеркального рефлекса близка к своему первоначальному значению. Этот цикл изменения интенсивности многократно повторяется по мере роста следующих слоёв.

## Преимущества и недостатки
Метод ДБЭ позволяет:
1. Качественно оценить структурное совершенство поверхности (от хорошо упорядоченной поверхности наблюдается картина ДБЭ с четкими яркими рефлексами и низким уровнем фона);
2. Определить обратную решетку поверхности из геометрии дифракционной картины;
3. Определить атомную структуру поверхности путём сравнения зависимостей интенсивности дифракционных рефлексов от угла падения первичного пучка электронов (кривые качания), рассчитанных для структурных моделей, с зависимостями, полученными в эксперименте;
4. Определить структуру трёхмерных островков, сформировавшихся на поверхности (в том числе в процессе кристаллизации) [3] ;
5. Контролировать послойный рост эпитаксиальных плёнок с атомарной точностью по осцилляциям интенсивности дифракционного пучка.